# Colotis antevippe
Colotis antevippe is een vlindersoort uit de familie van de Pieridae (witjes), onderfamilie Pierinae. De diersoort komt voor in Zimbabwe.
Colotis antevippe werd in 1836 beschreven door Boisduval.